# Naoko Yoshino
Naoko Yoshino (Londra, 10 dicembre 1967) è un'arpista giapponese.

## Biografia
Studia musica con Susan McDonald, e frequenta l'università di Tokyo, dove consegue un Bachelor of Arts degree in Humanities.
Ha suonato con la Berlin Philharmonic Orchestra, Israel Philharmonic, la NHK Symphony Orchestra e altre orchestre mondiali; tra i suoi direttori Yehudi Menuhin, Giuseppe Sinopoli e Rafael Frühbeck de Burgos. Nel 1994 ha suonato in Vaticano per commemorare il restauro della Cappella Sistina.
Come discografia ha varie incisioni anche per la Sony Classical, la Philips Classics e la Virgin Classics; è stata premiata in varie parti del mondo in concorsi internazionali, tra gli altri all'Accademia di Santa Cecilia di Roma, in Israele in un concorso internazionale per giovani arpisti nel 1985, e nel 1989 al Mobil Music Award.

## Discografia
- 1994: Sonatas for Harp (Tristar)[2]
- 1994: Arabesque (Tristar)[3]
- 1994: Concertos for Harp (Tristar)[4]
- 1994: Plays Bach (Tristar)[5]
- 1995: Clair de lune - French Harp Recital (Philips)[6]
- 1996: Healing Harp (Philips)[7]
- 1999: Baroque Harp (Philips)[8]
- 2008: Harp Recital (Philips)[9]